# Whitney Little
Whitney Little (* 3. April 1993 in San Antonio, Texas) ist eine ehemalige US-amerikanische Volleyballspielerin.

## Karriere

### Mizzou Tigers
Whitney Little, Tochter von Bill und Lori Little, begann ihre Karriere bei den Mizzou Tigers, dem Volleyballteam der University of Missouri, wo sie mehrfach in die Allstars-Auswahl berufen wurde.

### Dresdner SC
Im Juni 2015 wechselte Little zum Dresdner SC, wo die Mittelblockerin in ihrer ersten Saison mit Deutsche Meisterin und Pokalsiegerin wurde.
Sie kam der Saison 2015/16 aufgrund verschiedener Verletzungen nur zu wenigen Einsätzen und der Verein verpflichtete im Januar 2016, durch eine erneute Verletzung Littles bedingt, Nneka Onyejekwe als Ersatz für die US-Amerikanerin. Im Mai 2016 gab der Dresdner SC bekannt, dass Whitney Little „ihre Profi-Karriere zugunsten beruflicher Perspektiven in den USA“ mit dem Ende der Saison 2015/16 beendet.